# Rijksstad Isny
De Rijksstad Isny was een tot de Zwabische Kreits behorende rijksstad binnen het Heilige Roomse Rijk. De huidige naam is Isny im Allgäu.

Isny voor en na de grote brand van 1631; Cornelis Danckaerts: Historis oft waerachtich verhael van den gantschen toestant van oorlooge ... 1642

In 1042 stichtte graaf Wolfrad van Altshausen een parochiekerk in de buurt van een voormalig Romeins castellum. Zijn zoon Mangold droeg de kerk over aan monniken uit Hirsau ten bate van een kloosterstichting, de abdij van Sankt Georg. De graven stichtten vervolgens bij het klooster een marktplaats, die voor 1238 tot stad werd verheven. In het midden van de dertiende eeuw werd de stad eerst verpand aan de drost van Waldburg en vervolgens in [1306 verkocht. De bloei van de stad begon met de verlening van het stadsrecht van Lindau in 1281 door koning Rudolf. In 1365 kocht de stad zich vrij van de drosten en werd rijksonmiddellijk. De invoering van de reformatie leidde tot hevige twisten met de abt van het klooster. Het klooster werd in 1781 rijksonmiddellijk nadat het graafschap Waldburg afstand van zijn rechten had gedaan.
In de Reichsdeputationshauptschluss van 25 februari 1803 wordt in paragraaf 24 de overdracht van stad en klooster aan de graaf van Quadt geregeld. Dit als schadeloosstelling voor het verlies van Wickrath en Schwanenberg. Hierdoor ontstond er een rijksgraafschap Isny.
In de Rijnbondakte van 12 juli 1806 wordt in artikel 24 het graafschap Isny onder de soevereiniteit van het koninkrijk Württemberg gesteld, de mediatisering.